# Азулам
Азулам — химическое соединение из группы карбаматов, гербицид, обладающий селективным действием против папоротников и щавелей. Разработан компанией May & Baker Ltd. Действие основано на ингибировании дигидроптероатсинтазы.

## Получение
Синтез азулазина осуществляется через многоступенчатую реакцию, которая начинается с взаимодействия ацетанилида с хлорсульфоновой кислотой, затем реакции полученного сульфонилхлорида с аммиаком с получением сульфаниламида. После реакции с метиловым эфиром хлормуравьиной кислоты образуется уретан. Синтез завершается снятия с аминогруппы ацетамидной защиты, путём омыления раствором гидроксида натрия.

## Легальный статус
Азулам был зарегистрирован в Германии с 1971 по 1992 год, однако сейчас он не числится в списках разрешённых гербицидов ни в Германии, ни в Австрии. Не зарегистрирован он и в Евросоюзе. В Швейцарии это вещество доступно для использования против папоротников и щавелей.